# 朱利安 (內布拉斯加州)
朱利安（英語：Julian）是位於美國內布拉斯加州尼馬哈縣的村。

## 人口
根據2020年美國人口普查的數據，朱利安的面積為0.23平方千米，皆為陸地。當地共有人口48人，而人口密度為每平方千米209人。